# Acuaponía

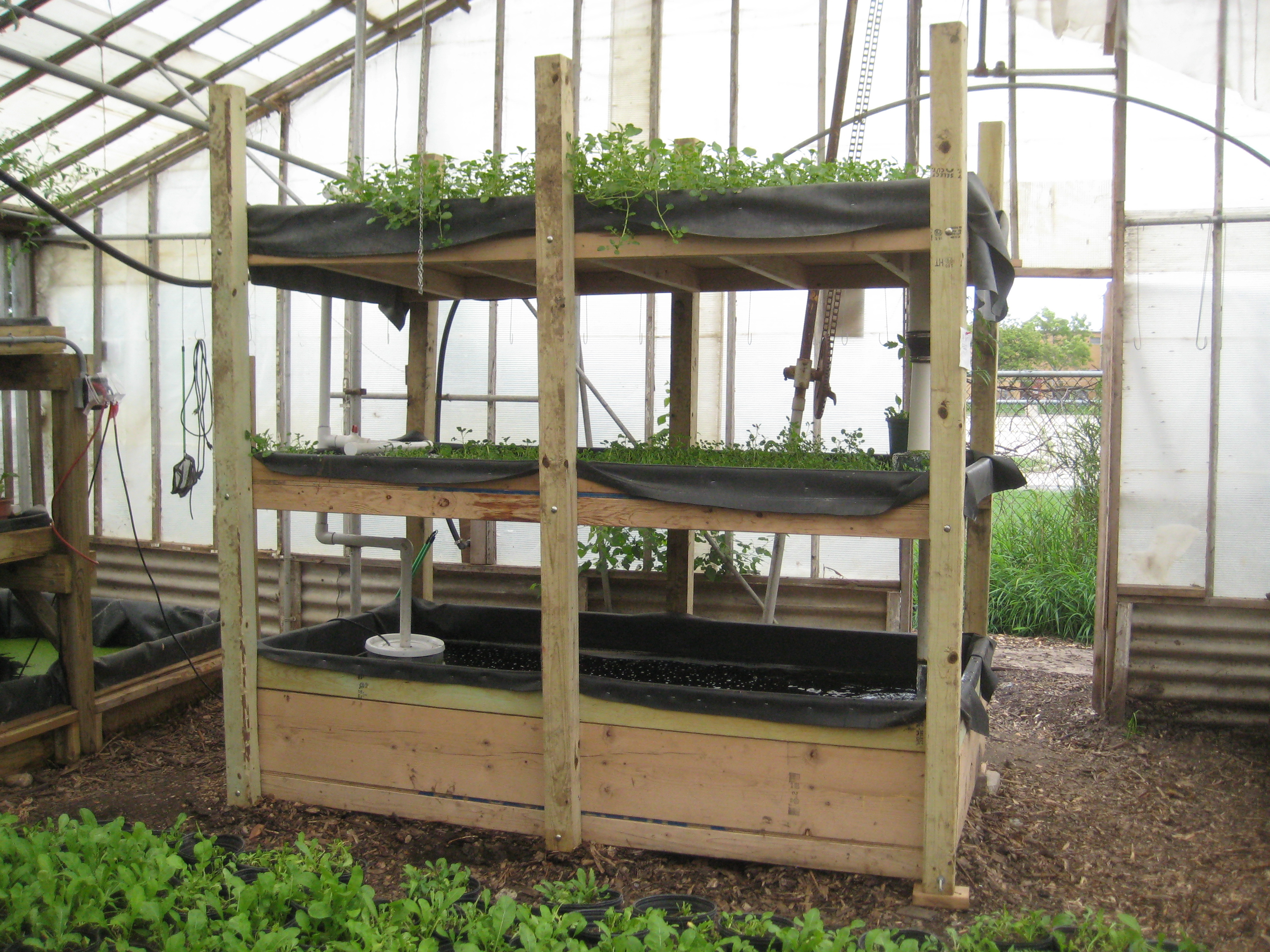
Sistema de acuaponía portátil.

La acuaponía es un sistema de producción de alimentos que combina la acuicultura con la hidroponía. Este método resulta útil en zonas urbanas, especialmente en aquellas donde el suelo es pobre y el riego escaso, ya que permite ahorrar agua y no depende del uso del suelo.
Este sistema se basa en un entorno simbiótico, en el que el agua de la acuicultura, que funciona como un subsistema, alimenta al sistema hidropónico. En este proceso, los desechos son descompuestos en nitritos y, posteriormente, en nitratos por bacterias nitrificantes. Estos nitratos son utilizados como nutrientes por las plantas, lo que permite que el agua sea recirculada al subsistema de acuicultura.
La producción mediante acuaponía reduce la lixiviación, la escorrentía y las descargas de aguas residuales al medio ambiente, al reutilizar efluentes ricos en minerales. Estos diseños contribuyen a disminuir los problemas asociados con los vertidos en zonas costeras, los cuales fomentan la proliferación de algas nocivas.
En el rendimiento óptimo de los sistemas acuapónicos intervienen tres tipos de organismos: plantas, animales acuáticos (peces o crustáceos) y bacterias nitrificantes. Las plantas y los peces se utilizan para el consumo o con fines comerciales, mientras que las bacterias nitrificantes cumplen un papel fundamental en la biofiltración. Mediante este proceso, las bacterias transforman el amoníaco tóxico producido por los peces en nitrógeno en forma de nitratos (uno de los nutrientes esenciales requeridos por las plantas), lo cual también permite limpiar el agua.

## Concepto
Los sistemas acuapónicos generalmente recirculan y reutilizan el agua de forma eficiente, ya que se basan en la simbiosis entre animales y plantas para mantener un entorno acuático equilibrado. Por lo general, el agua no se desecha, aunque puede añadirse para compensar la pérdida por absorción y transpiración de las plantas, evaporación superficial, desbordamientos por lluvia y extracción de biomasa, como los desechos sólidos. Por esta razón, la acuaponía utiliza aproximadamente solo el 2 % del agua que requiere una granja convencional para irrigar la misma cantidad de cultivos. Esto permite la producción de vegetales y peces en zonas con escasez de agua o tierra fértil.
El agua rica en nutrientes que se derrama puede acumularse en tanques receptores y reutilizarse para acelerar el crecimiento del cultivo, o bien ser bombeada nuevamente al sistema acuapónico para mantener el nivel de agua.
Los tres elementos principales que deben suministrarse al sistema son: agua, alimento para los animales acuáticos y electricidad para bombear el agua entre los subsistemas de acuicultura e hidroponía. Asimismo, pueden añadirse peces juveniles para reemplazar a los que ya han crecido y serán extraídos, con el fin de mantener la estabilidad del sistema.

## Implementación
La acuaponía se compone principalmente de dos subsistemas: la acuicultura, que se encarga de la cría de animales acuáticos, y la hidroponía, que permite el cultivo de plantas sin necesidad de suelo.
Los residuos generados en la acuicultura, ya sea por alimentos no consumidos o por los desechos metabólicos de los animales, enriquecen el agua con compuestos tóxicos como el amoníaco, pero también con nutrientes que pueden ser aprovechados por las plantas.
Además de estos dos subsistemas básicos, los sistemas acuapónicos incluyen otros elementos técnicos como:
- Tanque de crianza: recipiente donde se alimentan y desarrollan los peces.
- Bandejas de sedimentación: recogen restos sólidos como alimentos no ingeridos, biopelículas y sedimentos.
- Biofiltro: alberga bacterias nitrificantes que transforman el amoníaco en nitratos, aprovechables por las plantas.[9]
- Subsistema hidropónico: donde las plantas absorben los nutrientes disueltos en el agua.
- Sumidero: punto más bajo del sistema desde el cual el agua es recirculada al tanque de crianza.

Aunque la mayoría de sistemas utilizan agua dulce, también es posible emplear agua salobre o salada, siempre que los organismos acuáticos y vegetales lo permitan.

### Subsistema hidropónico
Las plantas crecen con sus raíces inmersas en agua rica en nutrientes. Esta práctica no solo favorece su desarrollo, sino que también filtra el agua, permitiendo su retorno al tanque de peces. Entre los sistemas hidropónicos más comunes se encuentran:
- Balsa acuapónica (raft system): balsas flotantes sobre agua profunda.
- Acuaponía de lecho sólido (media bed): recipiente con grava o arcilla expandida que se inunda y drena periódicamente.
- Acuaponía de flujo y reflujo (ebb and flow): método similar al anterior pero con ciclos automáticos de llenado y vaciado.
- Otros métodos: sistemas verticales, NFT (película nutritiva), tubos de PVC perforados, barriles cortados con grava o balsas.[11]

Las hortalizas de hoja verde son ideales para este sistema. Se ha demostrado una alta productividad en especies como col china, lechuga, jitomate, okra, melón y pimiento. También se cultivan con éxito frijoles, chícharos, rábanos, fresas y cebollas.

### Subsistema de acuicultura
Los organismos más comúnmente cultivados son peces de agua dulce, aunque también pueden emplearse cangrejos de río o langostinos.
La tilapia es la especie más usada por su resistencia y crecimiento rápido. Otras especies empleadas incluyen:
- Barramundi
- Perca plateada (Bidyanus bidyanus)
- Pez gato (Tandanus tandanus)
- Perca jade
- Bacalao murray (Maccullochella peelii)[10]
- En climas templados, el bluegill (Lepomis macrochirus) y el pez gato son opciones viables para acuaponía doméstica.[14][15] También pueden utilizarse peces ornamentales como el Koi y el carpín dorado si no se busca su consumo.[14]

### Proceso de nitrificación
La nitrificación es la conversión aeróbica de amoníaco a nitratos y es una de las funciones más importantes en un sistema de acuaponía, ya que reduce la toxicidad del agua para los peces y permite que los compuestos de nitrato resultantes sean aprovechados por las plantas para su nutrición.
El amoníaco es desprendido constantemente por excreción y por las branquias de los peces como resultado de los procesos metabólicos y, al estar en un sistema cerrado, es preciso filtrarlo, ya que concentraciones superiores a 0,5 o 1 partes por millón son mortales para los peces.
Aunque las plantas en parte pueden absorber amoníaco directamente del agua, los nitratos producidos en este proceso se asimilan más fácilmente,lo que reduce la toxicidad del agua para los peces. El amoníaco, a su vez, puede ser convertido en otros componentes nitrogenados a través de dos poblaciones de bacterias:
- Nitrosomonas: convierten amoniaco en nitritos.
- Nitrobacterias: convierten nitritos en nitratos.

En un sistema de acuaponía, las bacterias responsables de este proceso forman una biopelícula en todas las superficies sólidas en contacto con el agua, como las raíces sumergidas de las plantas, que tienen una gran superficie sobre la que se asientan las bacterias. La velocidad a la que tiene lugar la nitrificación depende de la superficie de las raíces, de la salinidad del amoníaco y de los nitratos del agua. 
Es preciso cuidar las poblaciones bacterianas para ayudar a regular la asimilación completa de amoníaco y nitrato. Es por esto que la mayoría de los sistemas de acuaponía incluyen una unidad de biofiltración, que ayuda a facilitar el crecimiento de estos microorganismos. 
Una buena forma de tratar la acumulación de sólidos en la acuaponía es el uso de lombrices, pues licúan la materia orgánica sólida para que pueda ser utilizada por las plantas y/o los animales.

### Acuaponía: sistema de producción integrado
La acuaponía ha ganado recientemente mucha popularidad. Son sistemas de recirculación acuícola que incorporan la producción de plantas sin necesidad de tierra. Estos están diseñados para producir grandes cantidades de animales acuáticos en volúmenes de agua relativamente pequeños, que son tratados con el fin de eliminar los productos de desecho tóxicos para luego ser reutilizados.
En el proceso de reutilización del agua, muchas veces se acumulan nutrientes no tóxicos y materia orgánica. Estos subproductos metabólicos no tienen por qué desecharse si se canalizan hacia cultivos secundarios que tienen valor económico o que de alguna manera benefician el sistema primario de producción de peces. 
Los sistemas que cosechan otros cultivos a partir del uso de subproductos provenientes de los cultivos primarios se denominan sistemas integrados. Si los cultivos secundarios del sistema integrado son plantas acuáticas o terrestres cultivadas en combinación con animales acuáticos, se lo conoce como sistema hidropónico.
Las plantas crecen rápidamente a partir de los nutrientes disueltos, excretados directamente por los peces o generados a partir de la descomposición microbiana de los desechos de la fauna acuática. En los sistemas de recirculación cerrados con muy poco cambio diario de agua (menos de 2%), se acumulan nutrientes disueltos en concentraciones similares a las de las soluciones de nutrientes hidropónicos. 
El nitrógeno disuelto, en particular, puede darse a niveles muy altos en sistemas de recirculación. Los peces excretan nitrógeno residual, en forma de amoníaco, directamente en el agua a través de sus branquias. Las bacterias convierten el amoníaco en nitrito y, después, en nitrato. El amoníaco y el nitrito son tóxicos para los peces, pero el nitrato es relativamente inofensivo y es la forma preferida de nitrogenar los cultivos de plantas superiores tales como las hortalizas.

#### Diseño del sistema
Los sistemas de acuaponía incluyen tanques, tuberías y bombas para recircular el agua, con la adición de un componente hidropónico y a veces un biofiltro independiente y fraccionadores de espuma para eliminación de sedimentos sólidos y de partículas en suspensión. 
A veces, los sedimentos sólidos y la materia orgánica en suspensión no llegan a niveles que requieran fraccionamiento de espuma, si los sistemas de acuaponía están bien diseñados. Los elementos esenciales de un sistema de acuaponía son la pecera de reproducción, un componente de eliminación de sedimentos sólidos y en suspensión, un biofiltro, un componente hidropónico y un sumidero.
El desecho de la pecera es tratado primero para reducir la materia orgánica en suspensión y sedimentos sólidos. Posteriormente, el agua de cultivo se trata en un biofiltro para eliminar el amoníaco y el nitrato. Luego, el agua pasa por la unidad hidropónica, donde algunos nutrientes disueltos son absorbidos por las plantas. 
El amoniaco adicional y el nitrito son eliminados por bacterias que crecen en el tanque y en la parte inferior de las hojas de poliestireno. Finalmente, el agua se almacena en un reservorio para devolverla al tanque de cultivo. 
El biofiltro y los componentes hidropónicos pueden combinarse con sustratos de sujeción de plantas, tales como grava o arena, que también funcionan como biofiltros. La hidroponía flotante, que consiste en láminas de poliestireno y ollas de rejilla flotantes para sujetar la planta, también puede proporcionar suficiente biofiltración si el área de producción de la planta es lo suficientemente grande.

## Historia

### Antigüedad
La acuaponía tiene raíces antiguas, aunque no hay un consenso claro sobre su origen exacto ni sobre el lugar y la época en que surgió.
Los mexicas cultivaron islas agrícolas conocidas como "chinampas" en el Valle de México, y para algunos expertos, esta es considerada como la primera forma de acuaponía para uso agrícola. En estos sistemas, las plantas se cultivaban en islas estacionarias, y los materiales de desecho se retiraban mediante dragado de los canales chinamperos.
En el sur de China y Tailandia, los agricultores cultivaban arroz en arrozales combinados con peces, lo que se considera un ejemplo temprano de acuaponía. Estos sistemas de policultivo existieron en muchos países del Lejano Oriente, y se criaban peces como el misgurno de Asia (泥鳅, ドジョウ), anguilas de lodo (黄鳝, 田鰻), carpa común (鯉魚, コイ) y carpa cruciana (鯽魚), así como caracoles de estanque (田螺) en los arrozales.

### Regiones

#### Estados Unidos de América
A pesar de que el desarrollo de la acuaponía se atribuye frecuentemente al trabajo del Instituto de Nueva Alquimia (New Alchemy Institute) y al Dr. Mark McMurtry y sus colaboradores de la Universidad Estatal de Carolina del Norte, muchos artículos científicos sobre el desarrollo inicial de los conceptos de acuaponía fueron publicados aproximadamente una década antes.
Tom y Paula Speraneo, dueños de un pequeño invernadero operativo cerca de West Plains (Misuri), modificaron el método de la Universidad Estatal de Carolina del Norte y criaron tilapias en tanques sobre el suelo, dentro del invernadero solar. El agua saliente (efluente) de los tanques se utilizaba para nutrir vegetales cultivados en bancas alzadas con grava. Estos autores también manipularon el ciclo del agua, y su metodología formó la base para el método de "inundación y drenaje" en contenedores de crecimiento acuapónicos, que ha sido ampliamente adoptado en Australia, basándose en modelos promovidos por Joel Malcolm y Murray Hullman, y que ahora gana popularidad en los Estados Unidos.
Inspirados por estos éxitos, otras instituciones de investigación comenzaron a replicar estos métodos. Además de las técnicas de acuaponía desarrolladas por el Dr. Mark McMurtry y su equipo, el Dr. James Rackocy y sus colegas de la Universidad de las Islas Vírgenes investigaron y desarrollaron el concepto de "aguas profundas", un sistema que combina tilapia con otros vegetales.
En 1997, Rebecca L. Nelson y John S. Pade comenzaron a publicar el Aquaponics Journal, una revista científica cuatrimestral que reúne investigaciones y aplicaciones de acuaponía de todo el mundo. En 2008, publicaron el primer libro sobre acuaponía, titulado Aquaponic Food Production.
En 2010, se inauguró la Comunidad de Jardinería Acuapónica, el mayor centro de reunión de entusiastas de la acuaponía en América del Norte. Los miembros de esta comunidad fundaron la Asociación de Acuaponía (Aquaponics Association) en 2011, tras la primera conferencia internacional sobre acuaponía celebrada en Orlando (Florida) en septiembre de ese año.

#### Canadá

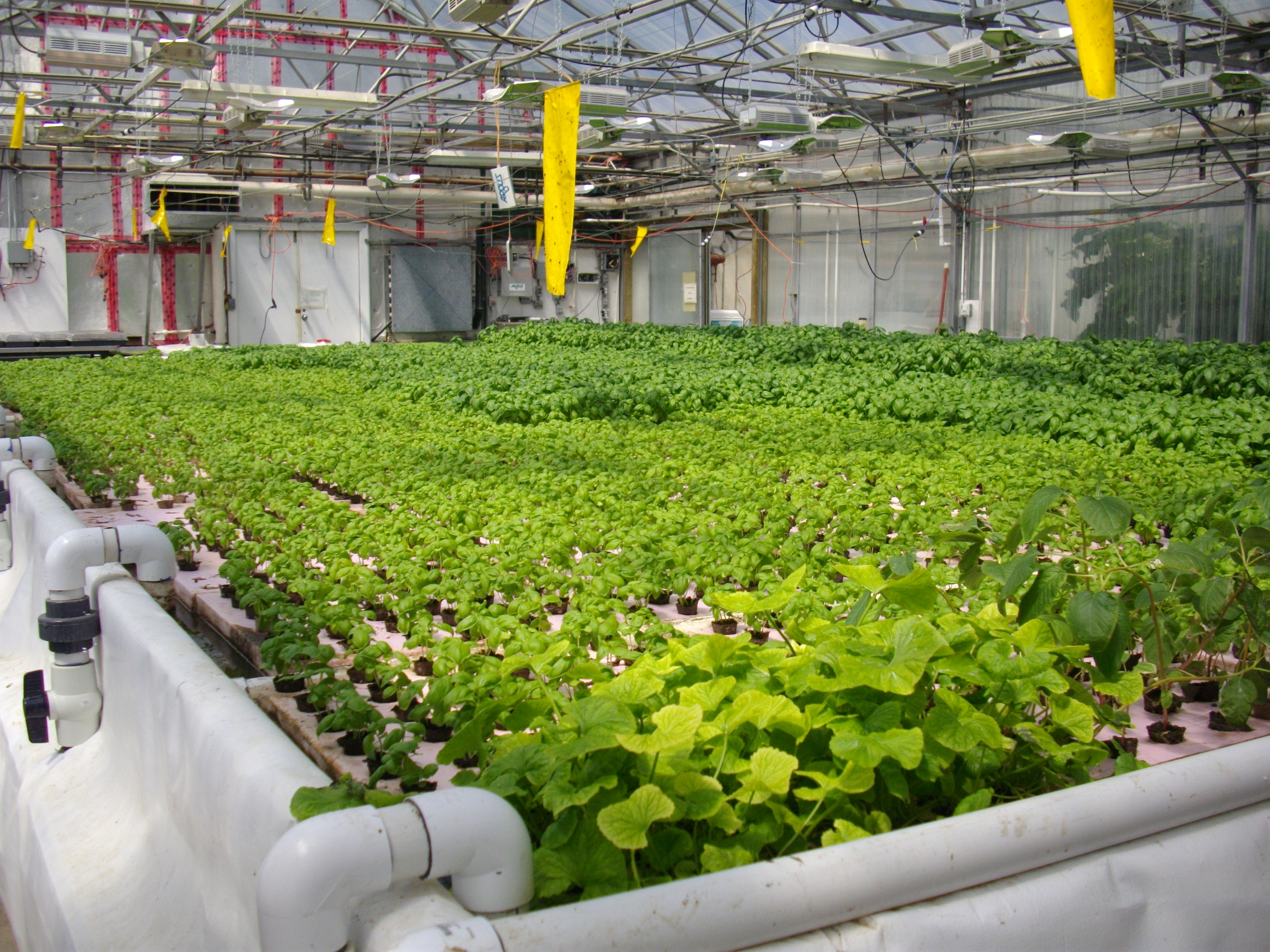
Tanque del invernadero de CDC South Aquaponics en Brooks, Alberta.

La primera investigación en acuaponía en Canadá se llevó a cabo en un pequeño sistema añadido a un proyecto de acuicultura en una estación de investigación en Lethbridge.
En la década de 1990, Canadá experimentó un aumento en las instalaciones de acuaponía, principalmente en proyectos comerciales que, por ejemplo, combinaban la cría de trucha con la producción de lechuga flotante.

#### Nicaragua
En Nicaragua, existen grandes depósitos de agua que almacenan lluvia para su uso durante la estación seca. Estos depósitos son habilitados por agricultores para la producción de acuaponía.
Se producen hortalizas como lechuga, apio y hierbabuena a través de este sistema acuapónico impulsado por la Universidad Nacional Agraria. El pez más utilizado es la tilapia o mojarra, debido a su resistencia y la alta demanda por su carne blanca.
Se cultivan diversas especies como papaya, chiltomate, tomate, chile picante, cilantro, perejil y lechuga, utilizando sistemas fabricados con materiales locales para reducir los costos.

#### Taiwán
Taiwán es una isla densamente poblada que enfrenta escasez de agua dulce, controlada por el gobierno. Los sistemas acuapónicos de circuito cerrado son utilizados por los agricultores para ahorrar agua, mientras que los peces se crían en estos sistemas y las plantas filtran el agua de los tanques de peces.

## Ventajas y desventajas
- Los sistemas acuapónicos ofrecen las siguientes ventajas:[28]
- Conservación del agua mediante su reutilización constante y reciclaje.
- Fertilización orgánica de plantas con emulsión natural de peces.
- Eliminación de desechos sólidos derivados de la acuicultura intensiva.
- Reducción de la superficie de tierra necesaria para la producción de cultivos.
- Reducción de la huella ecológica asociada a la producción agrícola.
- Menor necesidad de transporte de alimentos debido a la proximidad entre instalaciones comerciales eficientes y mercados locales.
- Disminución de patógenos comunes en sistemas de acuicultura.
- Obtención de dos fuentes de ingreso: pescado y vegetales.
- Algunas desventajas posibles de la acuaponía son:
- El costo inicial de instalación, incluyendo tanques, bombas y sistemas de riego.
- La amplia variedad de configuraciones posibles en los sistemas acuapónicos puede llevar a resultados diversos, con investigaciones conflictivas, éxitos o fracasos.
- Dependencia de tecnologías avanzadas y control del ambiente para la recirculación de agua y el mantenimiento de temperaturas óptimas.
- La necesidad de personal cualificado para operar los sistemas de manera eficiente.
- Limitaciones en la producción de plantas debido al número de peces disponibles.[29]